# Javiera Mena
Pour les articles homonymes, voir Mena.
Javiera Mena, née le 3 juin 1983 à Santiago, est une chanteuse et actrice chilienne.

## Filmographie
actrice
- 2012 : Joven y alocada

bande son